# Ringo Starr and His All-Starr Band
Ringo Starr and His All-Starr Band — первый официально изданный концертный альбом Ринго Старра. Альбом записан в 1989 во время успешного «тура возвращения» (англ. comeback tour) Старра и выпущен 8 октября 1990 года лейблами EMI (в Великобритании) и Rykodisc (в США). Это также был первый альбом Старра за последние семь лет, где были изданы ещё не выпускавшиеся до сих пор песни (после студийного альбома Old Wave, вышедшего в 1983, был издан в 1989 лишь сборник Starr Struck: Best of Ringo Starr, Vol. 2).
После выпуска в 1983 альбома Old Wave, Старр сделал перерыв на несколько лет в своей сольной карьере, иногда появляясь в телевизионных передачах и участвуя в записях и концертах других музыкантов; в этот же период он попытался записывать альбом, который так и остался неизданным. Однако в 1988 он и его жена Барбара Бах решили, что они немного больше, чем нужно, склонны к алкоголизму, и предприняли шаги к избавлению себя от этого. После того как Старр стал трезвенником, он снова ощутил желание поработать. Перед тем как погрузиться в работу над альбомом, он решил сначала отправиться на гастроли — но не в сопровождении просто какой-то группы, аккомпанирующей ему. Всегда будучи не против участия в концертах своих приятелей, Старр придумал «All-Starr Band» (поиграв со распространённым словосочетанием «all-star» — рус. все звёзды — и «фамилией» своего псевдонима; получилось что-то вроде «оркестр всех со Старром») — постоянно меняющийся концертный состав музыкантов, играющих вместе со Старром; кроме того, непременно каждый из них должен был исполнять как ведущий вокалист одну или две песни.
Первый гастрольный тур All-Starr Band проходил с июля по сентябрь 1989; вместе со Старром в его составе выступали Доктор Джон, Джо Уолш, Билли Престон, участники The Band Левон Хелм и Рик Дэнко, Ник Лофгрен, Кларенс Клемонс, Гарт Хадсон и сессионный барабанщик Джим Келтнер; также принимал участие как барабанщик сын Ринго Старра — Зак Старки. Концерты проходили при полном аншлаге и с большим успехом.
То, что вошло на этот альбом, было записано 3 сентября 1989 (записывался концерт и 4 сентября, но записи с него вошли только на бонусный CD) во время гастролей по США, в Лос-Анджелесе, в концертном зале Greek Theatre (рус. Греческий театр).
Альбом Ringo Starr and His All-Starr Band был выпущен в Великобритании лейблом EMI 8 октября 1990 (первая после 1975 года работа Старра со своим первым в карьере лейблом). Однако в США выпуском и дистрибуцией альбома занялся лейбл Rykodisc.
Альбом не попал в чарты. Спустя несколько лет оставшиеся нераспроданными от тиража диски были уничтожены.
Было выпущено ограниченным тиражом также делюкс-издание альбома, куда вошёл бонусный CD-диск с дополнительными песнями (в том числе и записанными 4 сентября 1989).
Все треки с альбома и бонусного CD вошли в бокс-сет Старра The Anthology... So Far, выпущенный в 2001.

## Список композиций
| №   | Название                      | Автор(ы)                                                                  | Ведущий вокал           | Длительность |
| --- | ----------------------------- | ------------------------------------------------------------------------- | ----------------------- | ------------ |
| 1.  | «It Don't Come Easy»          | Ричард Старки, Джордж Харрисон                                            | Ринго Старр             | 3:17         |
| 2.  | «No No Song»                  | Hoyt Axton, David Jackson                                                 | Старр                   | 3:28         |
| 3.  | «Iko Iko»                     | Rosa Lee Hawkins, Barbara Ann Hawkins, Joan Marie Johnson, James Crawford | Доктор Джон             | 6:10         |
| 4.  | «The Weight»                  | Robbie Robertson                                                          | Левон Хелм и Rick Danko | 5:57         |
| 5.  | «Shine Silently»              | Nils Lofgren, Dick Wagner                                                 | Nils Lofgren            | 6:45         |
| 6.  | «Honey Don't»                 | Карл Перкинс                                                              | Старр                   | 2:44         |
| 7.  | «You're Sixteen»              | Bob Sherman, Dick Sherman                                                 | Старр                   | 2:59         |
| 8.  | «Quarter to Three»            | Frank Guida, Eugene Barge, Joseph Royster, Gary Anderson                  | Clarence Clemons        | 3:52         |
| 9.  | «Raining in My Heart»         | Бадди Холли                                                               | Rick Danko              | 5:22         |
| 10. | «Will It Go Round in Circles» | Билли Престон                                                             | Билли Престон           | 4:20         |
| 11. | «Life in the Fast Lane»       | Джо Уолш, Glenn Frey, Дон Хенли                                           | Джо Уолш                | 6:40         |
| 12. | «Photograph»                  | Старки, Харрисон                                                          | Старр                   | 4:20         |

### Бонусный CD-диск
| №   | Название             | Автор(ы)                                           | Ведущий вокал, дата записи  | Длительность |
| --- | -------------------- | -------------------------------------------------- | --------------------------- | ------------ |
| 13. | «It Don't Come Easy» | Ричард Старки, Джордж Харрисон                     | Ринго Старр 4 сентября 1989 | 3:00         |
| 14. | «The Weight»         | Robbie Robertson                                   | Левон Хелм 4 сентября 1989  | 5:45         |
| 15. | «Rocky Mountain Way» | Rocke Grace, Kenny Pasarelli, Joe Vitale, Джо Уолш | Джо Уолш 3 сентября 1989    | 7:14         |
| 16. | «Act Naturally»      | Johnny Russell, Voni Morrison                      | Старр 3 сентября 1989       | 2:45         |

## Участники записи
- Ринго Старр: барабаны, вокал
- Билли Престон: клавишные, harmonium, вокал
- Джо Уолш: гитара, перкуссия, вокал
- Нильс Лофгрен: гитара, аккордеон, вокал
- Кларенс Клемонс: саксофон, перкуссия, вокал
- Доктор Джон: фортепиано, вокал
- Рик Дэнко: бас-гитара, вокал
- Гарт Хадсон: аккордеон
- Левон Хелм: барабаны, перкуссия, вокал
- Джим Келтнер[англ.]: барабаны, перкуссия
- Зак Старки: барабаны